# Busan Challenger 2008
Il Busan Challenger 2008, noto come Flea Market Cup Busan Challenger Tennis 2008 per motivi di sponsorizzazione, è stato un torneo di tennis facente parte della categoria ATP Challenger Series nell'ambito dell'ATP Challenger Series 2008. Il torneo si è giocato a Busan in Corea del Sud dal 27 ottobre al 2 novembre 2008 su campi in cemento e aveva un montepremi di $100 000+H.
È stata la quarta edizione e l'ultima disputata a Busan, l'anno successivo l'evento è stato spostato a Chuncheon, dove si è svolta l'ultima edizione.

## Vincitori

### Singolare
Ivo Minář ha battuto in finale  Alex Bogomolov Jr. che si è ritirato suòl punteggio di 6–1, 2–0

### Doppio
Rik De Voest /  Ashley Fisher hanno battuto in finale  Johan Brunström /  Jean-Julien Rojer con il punteggio di 6–2, 2–6, 10–6